# Капланчук Микола Валерійович
Мико́ла Вале́рійович Капланчу́к  — солдат Збройних сил України, боєць другого батальйону 24-ї окремої механізованої бригади (Яворів).

## Життєпис
Проживав у Коломиї. Проходив службу у військовій частині А1807, Делятин, залишився служити за контрактом, по його закінченні вирішив звільнитися.

### У зоні АТО
З початком бойових дій зголосився добровольцем, полишивши вдома дружину та двох маленьких дітей.
19 жовтня 2014 року частина стояла поблизу Трьохізбенки, надійшов наказ доставити підкріплення на 32-й блокпост, бійці якого в оточенні бойовиків, проривалися й десантники із 95-ї бригади. Між 31-м та 32-м блокпостами почався обстріл. Капланчук відстріляв один боєкомплект і, коли міняв його на інший, відчув — куля пройшла навиліт через праву руку. Танк, що йшов попереду, вибухнув, запалав та зупинився, Миколу викинуло на асфальт. Побачивши поруч рацію командира, намагався викликати допомогу, рація виявилася розбитою. Відкотившись у кювет, відчув біль у нозі, ввів собі знеболювальне. Щось важке впало на спину, загорівся одяг. Перемагаючи себе, кричучи від болю, кілька разів перекотився, щоб загасити полум'я, наскільки зміг, відповз у поле, подалі від дороги.
Настала тиша після бою. Микола бачив, як до розбитої колони йшли «казачки», чув їх розмову: «Никого нет, все поубегали… Давай, минируем и уходим!», «Нет, подожди, вон что-то есть ещё!». Чув поодинокі постріли — бойовики добивали поранених. Капланчука не помітили — лежав тихо, намагаючись не стогнати. Провів на полі майже три доби, першої ночі з настанням темряви знову почався обстріл.
На третій день помітив на дорозі волонтерську «швидку» Армена Нікогосяна — рухалася з боку 32-го блокпосту. Почав кричати, машина зупинилася.
Лікувався у Київському військовому шпиталі, переніс понад десяток операцій.
Три місяці провів на лікарняному ліжку, в січні 2015-го на візку повернувся до Прикарпаття.

## Нагороди
31 жовтня 2014 року за особисту мужність і героїзм, виявлені у захисті державного суверенітету та територіальної цілісності України, вірність військовій присязі під час російсько-української війни, відзначений — нагороджений орденом «За мужність» III ступеня.